# Нордхајм фор дер Рен
Нордхајм вор дер Рен (њем. Nordheim vor der Rhön) општина је у њемачкој савезној држави Баварска. Једно је од 37 општинских средишта округа Рен-Грабфелд. Према процјени из 2010. у општини је живјело 1.117 становника. Посједује регионалну шифру (AGS) 9673147.

## Географски и демографски подаци
Нордхајм вор дер Рен се налази у савезној држави Баварска у округу Рен-Грабфелд. Општина се налази на надморској висини од 340 метара. Површина општине износи 16,6 km². У самом мјесту је, према процјени из 2010. године, живјело 1.117 становника. Просјечна густина становништва износи 67 становника/km².